# Kleinkredit
Der Kleinkredit ist im Bankwesen ein Konsumkredit an Privathaushalte mit einer maximalen Höhe von 10.000 Euro.

## Allgemeines
Die Einstufung als Kleinkredit hängt von der Höhe des Kreditbetrages ab und wird von den Kreditinstituten nicht einheitlich vorgenommen. Oft variiert auch die Bezeichnung zwischen „Persönlicher Kleinkredit (PKK)“, „Minikredit“ und „Sofortkredit“. Er weist gegenüber größeren Krediten (Baufinanzierungen, Lombardkrediten) einige Vereinfachungen auf. Hierzu gehören eine erleichterte Kreditwürdigkeitsprüfung, keine Kreditsicherheiten (Blankokredit; allenfalls Lohn- und Gehaltsabtretung) oder die fehlende Angabe des Verwendungszwecks. Kredite ab 10.000 Euro werden nicht mehr als Kleinkredite bezeichnet.

## Geschichte
Den Begriff des Kleinkredits gibt es bereits seit Juni 1936, als ihn ein Erlass über eine „Neuregelung der Kosten für Kleinkredite mit Verpflichtung zur regelmäßigen Tilgung“ mit einer Höchstsumme von 600 Reichsmark gegen Barauszahlung definierte. Im Jahre 1954 wurde der Kleinkredit in einer Schweizer Publikation als ein „Darlehen von geringer Höhe ohne bankmäßige Sicherstellung, das zu Konsumzwecken verwendet und in regelmäßigen Abzahlungen getilgt wird“ definiert. In einer Gemeinschaftsaktion führten die deutschen Großbanken am 2. Mai 1959 den persönlichen Kleinkredit ab 300 DM bis zu einer Höhe von 2000 DM mit der Kreditsicherheit der Lohn- und Gehaltsabtretung als Personalkredit ein. Nach sechs Monaten hatte die Deutsche Bank bereits 123.000 Kleinkredite vergeben, wobei schließlich weniger als 1 % zu notleidenden Krediten wurden. Sie stieg zur Marktführerin auf, als sie bis Ende 1961 insgesamt 500.000 „Persönliche Kleinkredite“ vermelden und im August 1963 den millionsten Kleinkredit auszahlen konnte.
Voraussetzung der Kreditgewährung war seit jeher ein Einkommensnachweis. Früher unterschied sich der Kleinkredit vom Teilzahlungskredit dadurch, dass der Kleinkredit dem Kreditnehmer in Form der Barauszahlung zur Verfügung gestellt wurde, wodurch er als Barzahler auftreten konnte. Bereits Ende 1966 überstieg das Volumen der Anschaffungsdarlehen von 720,5 Millionen DM bei Kreditbanken das der Kleinkredite um 57,5 Millionen DM. Heute hat der Kleinkredit seine Bedeutung auch durch die Einführung des Dispositionskredits im Jahre 1968 weitgehend eingebüßt, auch wenn dieser andere wirtschaftliche Zwecke (Liquiditätssicherung) verfolgt.
Kleinkredite umfassten 2013 in Deutschland etwa 70 % aller gängigen Ratenkredite im privaten Bereich. Nur etwa 30 % aller an Privathaushalte ausbezahlten Kredite sind höher als 10.000 Euro, womit Kleinkredite einen Großteil der Ratenkredite umfassen. In der Schweiz ist heute der Kleinkredit ein Privatkredit ohne besondere Sicherstellung von CHF 500.00 bis CHF 80'000.00 und unterliegt dem Konsumkreditgesetz (KKG).

## Rechtsfragen
Der Kleinkredit gehört nach § 492 BGB zu den Verbraucherdarlehensverträgen, deren Voraussetzungen er zu erfüllen hat (insbesondere Schriftform). Er ist bankrechtlich ein Kredit im Sinne des § 19 Abs. 1 Nr. 4 KWG, so dass Kreditinstitute auch hierbei die Regeln des Kreditgeschäfts zu beachten haben. Bei Kleinkrediten ist nach § 16 Preisangabenverordnung die Angabe des effektiven Jahreszinssatzes durch die Kreditgeber vorgeschrieben, so dass den Kreditnehmern ein direkter Vergleich zwischen mehreren Anbietern ermöglicht wird.

## Kreditbearbeitung
Ausgangspunkt ist der vom Kreditnehmer gestellte schriftliche Kreditantrag, der durch das Kreditinstitut einer standardisierten Kreditwürdigkeitsprüfung unterzogen wird. Diese erstreckt sich im Regelfall auch auf die Schufa-Auskunft. Weitere Kreditunterlagen sind der Einkommensnachweis und gegebenenfalls eine Selbstauskunft. Meist erhält der Kunde noch am Tag der Einreichung dieser Kreditunterlagen eine Kreditzusage, die sämtliche Vertragsbestandteile wie ein normaler Kreditvertrag enthält. Ist der Verwendungszweck vorgeschrieben, so dient der Kleinkredit zur Anschaffung langlebiger Konsumgüter und hat eine Laufzeit zwischen 6 und 24 Monaten.